# شريفة القيادي
شريفة القيادي روائية وكاتبة صحفية وأكاديمية ليبية راحلة ولدت في طرابلس لأسرة تتكون من ثلاثة إخوة وثلاث أخوات، لأب وأم لا يجيدان القراءة والكتابة، إلا أنهما كانا يحبان العلم فشجعاها على الدراسة.

## حياتها الدراسية
التحقت بمدرسة المدينة القديمة الابتدائية، ومنذ بداياتها في المرحلة الابتدائية انتبهت المدرسات لموهبتها في مادة «التعبير» لهذا شجعنها على قراءة ما تكتبه على زميلاتها في الفصل، درست في طرابلس ثم عقب انتهاء دراستها الجامعية وسافرت إلى أمريكا، حيث التحقت هناك بكلية (فونتبون) للراهبات وكتبت في ذلك الوقت روايتها (البصمات)، وفي بريطانيا كتبت جزءً من روايتها (هذه أنا)، وعادت إلى ليبيا لتحصل على درجة الماجستير، وبدأت التدريس بالجامعة في قسم اللغة العربية، والإعداد لرسالة الدكتوراة.

## إنجازتها
- كتبت أول خاطرة لها وهي في الصف الأول الثانوي وكانت بعنوان الحب.
- كتبت للإذاعة عدة برامج كان أهمها صورة المرأة في قصص الكتاب العرب.
- قدمت للإذاعة برامج تخص إبداع المرأة ومن هذه البرامج: صوت المرأة في القصة العربية.. نساء رائدات.
- ساهمت في إثراء الصحف والدوريات المحلية والعربية

## اصداراتها
- 9 قصص قصيرة (مشترك)/ 1983
- هدير الشفاه الرقيقية-قصة/ 1983
- كأي امرأة أخرى-قصة / 1984
- من أوراقي الخاصة-خواطر / 1986
- دراسات في الأدب (مشترك) / 1986
- هذه أنا- رواية/1995
- مائة قصة قصيرة-قصة/ 1997
- رحلة القلم النسائي الليبي-دراسة/1997
- نفوس قلقة-دراسة/ 1993
- إسهام الكاتبة العربية في عصر النهضة-دراسة/1999
- البصمات-رواية/ 1998
- بعض الهمس- خواطر ومقالات/1999